# Jérôme de Sosa
Jérôme de Sosa (en espagnol Jerónimo de Sosa) est un religieux franciscain et généalogiste espagnol du XVIIe siècle qui présenta une méthode de numérotation des ancêtres pour les généalogies ascendantes.
Il est lecteur en théologie au couvent de Sainte-Marie-la-Neuve à Naples. En 1676, dans son travail généalogique “Noticia de la gran Casa de los Marqueses de Villafranca”, Sosa utilise la méthode de numérotation des ancêtres créée en 1590 par l’historien Michel Eyzinger. Cette méthode est reprise en 1898 par Stephan Kekulé von Stradonitz, qui la popularise.

## Biographie
Né à Freixo de Numão dans la Beira Baixa (Portugal), Jerónimo de Sousa e Meneses (son nom est parfois hispanisé en "Soza") prend tôt le chemin de l'Espagne pour étudier la théologie au collège franciscain de San Pedro y San Pablo d'Alcalá de 1650 à 1653, où il intègre la Province de Castille de l'ordre. Il commence sa carrière en enseignant la philosophie au couvent de Torrelaguna et est gardien du couvent de Sigüenza. Il part ensuite vers le sud de l'Italie, pour enseigner la théologie aux couvents de Palerme et ensuite de Naples, au couvent de Sainte Marie la Nouvelle, où il compose un premier traité de théologie trinitaire. Nommé pendant un temps Secrétaire général de l'Observance auprès du Père Samaniego, sa réputation de fin philosophe lui vaut d'être chargé par le cardinal Francesco Barberini, protecteur de l'ordre, de rédiger un traité sur l'accord entre la prescience divine et la liberté créée. Jérôme de Sosa profite d'un séjour à Paris en 1680 pour y publier cet ouvrage, intitulé Polysophia futurorum contingentium ad mentem Doctoris Subtilis, avec entre autres l'approbation du cordelier Claude Frassen, éminent scotiste de la Sorbonne. En 1682, il retourne en Espagne pour présider le chapitre de Salamanque, est nommé gardien du couvent de Madrid, définiteur et custode de la Province de Castille et Procureur général de l'ordre ainsi que Définiteur général. On sait qu'il laisse également une vaste manuscrit in-folio au sujet des chaires de scotisme et de nominalisme de l'Université d'Alcalá, qui se conservait naguère dans la bibliothèque du Collège de San Pedro y San Pablo, mais qui semble avoir été perdu jusqu'à nouvel ordre. Il mourut en 1711.